# Resultados do Carnaval de São Paulo em 1988
Esta página contém os resultados do Carnaval de São Paulo em 1988.

## Escolas de samba

### Grupo Especial
Os desfiles do Grupo Especial ocorreram no dia 13 de fevereiro de 1988.
Classificação
| Legenda: Campeã Rebaixada |

| Col. | Escola                 | Enredo                                               | Pontos |
| ---- | ---------------------- | ---------------------------------------------------- | ------ |
| 1    | Vai-Vai                | Amado Jorge, a História de uma Raça Brasileira       | 196,00 |
| 2    | Mocidade Alegre        | O Cientista Poeta - Paulo Vanzolini                  | 193,00 |
| 2    | Camisa Verde e Branco  | Convite para Amar (Boa Noite São Paulo)              | 193,00 |
| 4    | Nenê de Vila Matilde   | O Poeta Falou Zona Leste Somos Nós                   | 192,00 |
| 5    | Unidos do Peruche      | Filhos da Mãe Preta                                  | 190,00 |
| 6    | Rosas de Ouro          | Carvalho, Madeira de Lei (Paulo Machado de Carvalho) | 186,00 |
| 7    | Barroca Zona Sul       | Nova Mente                                           | 175,00 |
| 8    | Acadêmicos do Tucuruvi | No Reino da Fantasia Fui Rei Por Um Dia              | 168,00 |
| 9    | Colorado do Brás       | Catopes do Milho Verde, de Escravo a Rei da Festa    | 168,00 |
| 10   | Águia de Ouro          | Menino da Lapa (Sargentelli)                         | 167,00 |
| 11   | Imperador do Ipiranga  | Sonha Brasil                                         | 165,00 |
| 12   | Flor da Vila Dalila    | Me Engana Que eu Gosto                               | 157,00 |

### Grupo 1
Os desfiles do Grupo 1 ocorreram no dia 14 de fevereiro de 1988.
Classificação
| Legenda: Promovida Rebaixada |

| Col. | Escola                              | Enredo                                                  | Pontos |
| ---- | ----------------------------------- | ------------------------------------------------------- | ------ |
| 1    | Leandro de Itaquera                 | Elo da Paz "o Arco-Íris do Oxumarê" - Festa na Senzala" | 209,00 |
| 2    | Passo de Ouro                       | É Raiz                                                  | 203,00 |
| 3    | Primeira do Itaim Paulista          | Abolição: Ano Zero                                      | 196,00 |
| 4    | Alegria Alegria                     | No Reino de Morfeu Um Sambista Apareceu                 | 195,00 |
| 5    | União Independente da Vila Prudente | Oranian - o Criador do Mundo                            | 193,00 |
| 6    | X-9 Paulistana                      | São Saruê                                               | 185,00 |
| 7    | Primeira da Aclimação               | Coisas Que o Povo Diz - "Provérbios do Povão"           | 184,00 |
| 8    | Cachoeira Império do Samba          | O Povo Negro de Iemanjá na Corte de Iara                |        |

### Grupo 2
Os desfiles do Grupo 2 ocorreram no dia 15 de fevereiro de 1988.
Classificação
| Legenda: Promovida Rebaixada |

| Col. | Escola                   | Enredo                                   | Pontos |
| ---- | ------------------------ | ---------------------------------------- | ------ |
| 1    | Pérola Negra             | História do Carnaval Através das Marchas | 108,00 |
| 2    | Unidos de São Lucas      | Aquarela Paulista                        | 100,00 |
| 3    | Prova de Fogo            | Cem Anos de Um Canto Livre               | 98,00  |
| 4    | Imperial                 | Negros e Mulatos                         | 96,00  |
| 5    | Levanta a Poeira         | Dez Anos de Ilusão                       | 96,00  |
| 6    | Tom Maior                | Balança Brasil - O Ágio da CAchaça       | 96,00  |
| 7    | Imperiais do Real Parque | Folias Imperiais                         | 94,00  |
| 8    | Unidos de Vila Maria     | Arrelia, 82 Anos de Alegria              | 89,00  |
| 9    | Império Lapeano          | A Cidade Encantada da Amazônia           | 88,00  |
| 10   | Raízes de Vila Piauí     | Dona Sinhá - A Primeira Dama do Samba    | 84,00  |

### Grupo 3
Os desfiles do Grupo 3 ocorreram no dia 14 de fevereiro de 1988.
Classificação
| Legenda: Promovida Rebaixada/Desclassificada |

| Col. | Escola                    | Enredo                                            | Pontos |
| ---- | ------------------------- | ------------------------------------------------- | ------ |
| 1    | Acadêmicos do Ipiranga    | Um dia de Festa no Quilombo                       | 97,00  |
| 2    | Império do Cambuci        | 25 Anos de Emoções                                | 94,00  |
| 3    | Os Bambas                 | Sonho de Sambista                                 | 94,00  |
| 4    | Folha Azul dos Marujos    |                                                   | 91,00  |
| 5    | Unidos de São Miguel      | Criação da Noite                                  | 88,00  |
| 6    | Imperatriz da Paulicéia   | Oxumaré, Da Plebe ao Esplendor Através da Bonança | 87,00  |
| 7    | Morro da Casa Verde       | Oxumaré - A Serpente e o Arco Íris                | 82,00  |
| 8    | Lavapés                   | Carmem Miranda                                    | 79,00  |
| 9    | Renascença da Lapa        | O Fascinante Mundo Infantil                       | 74,00  |
| 10   | Corujas de Vila Esperança | Dona Sinhá - A Primeira Dama do Samba             | --     |

### Grupo 4
Os desfiles do Grupo 4 ocorreram no dia 14 de fevereiro de 1988.
Classificação
| Legenda: Promovida Rebaixada/Desclassificada |

| Col. | Escola                              | Enredo                                            | Pontos |
| ---- | ----------------------------------- | ------------------------------------------------- | ------ |
| 1    | Flor da Penha                       |                                                   | 89,00  |
| 2    | Combinados de Sapopemba             | Mãe Menininha                                     | 89,00  |
| 3    | Dragões de Vila Alpina              |                                                   | 86,00  |
| 4    | Flor da Zona Sul                    | João do Quilombo e Juaninha, Uma História de Amor | 85,00  |
| 5    | Príncipe Negro de Cidade Tiradentes | Exaltação à Zumbi                                 | 77,00  |
| 6    | Primeira Lá de Casa                 | Tributo à Abolição                                | 75,00  |
| 7    | Paraíso do Samba                    | Crianças, Aprendam a Cantar                       | 71,00  |
| 8    | Paineiras de Sapopemba              | Cosme Damião, Crianças Axé do Coração             | 70,00  |
| 9    | Flor de Maio                        | O Almirante Negro e a Revolta da Chibata          | 69,00  |
| 10   | Unidos do Jaguaré                   |                                                   | 61,00  |
| 11   | Dragões da Independência            | Castro Alves - Poeta da Abolição                  | 58,00  |
| --   | Fio de Ouro                         |                                                   | --     |
| --   | Falcão do Morro Itaquerense         | Mistérios e Fascinação                            | --     |
| --   | Ermelinense                         |                                                   | --     |
| --   | Mocidade Independente Sílvio Romero |                                                   | --     |

### Grupo de seleção
Os desfiles do grupo de seleção ocorreram no dia 15 de fevereiro de 1988.
Classificação
| Legenda: Promovida |

| Col. | Escola                          | Enredo                           | Pontos |
| ---- | ------------------------------- | -------------------------------- | ------ |
| 1    | Arco Íris de Vila Guilhermina   | São Paulo - 128 Anos de Carnaval | 99,00  |
| 2    | Malungos                        | Malungos, De Olorum ao Pindorama | 92,00  |
| 3    | Mocidade Unida da Mooca         | No País da Marmelada             | 90,00  |
| 4    | Acadêmicos Primeira de Vila Ede | Os Três Encantos do Rei          | 88,00  |
| 5    | Abelha Rainha                   | Magia Africana                   | 87,00  |
| 6    | Caprichosos de Vila Brasilândia |                                  | 81,00  |